# Odontochelys semitestacea
Odontochelys semitestacea (лат.) — вид вымерших пресмыкающихся из клады Pantestudines — объемлющего таксона тестудинат. Один из древнейших известных науке представителей клады, живший во времена верхетриасовой эпохи (232,0—221,5 млн лет назад). Скелеты Odontochelys semitestacea найдены в юго-западном Китае. Единственный вид в роде Odontochelys, который первоначально включался в семейство Odontochelyidae.

## Описание
Строением панциря Odontochelys semitestacea резко отличался от современных черепах. Он не имел спинного щита (карапакса). Скелет демонстрирует только некоторую степень видоизменения позвоночника и рёбер в сторону образования карапакса.
У Odontochelys semitestacea был клюв, как у современных черепах, но при этом во рту присутствовали не характерные для современных черепах зубы.
Останки этого животного были найдены в характерных морских отложениях, что привело учёных к выводу о морском образе жизни Odontochelys semitestacea. Остаётся неясным вопрос о том, почему у данного животного отсутствует карапакс — либо панцирь этого вида находился в стадии формирования, либо карапакс вторично атрофировался из-за приспособления к морскому образу жизни ради улучшения манёвренности и увеличения скорости плавания.

## Фотогалерея

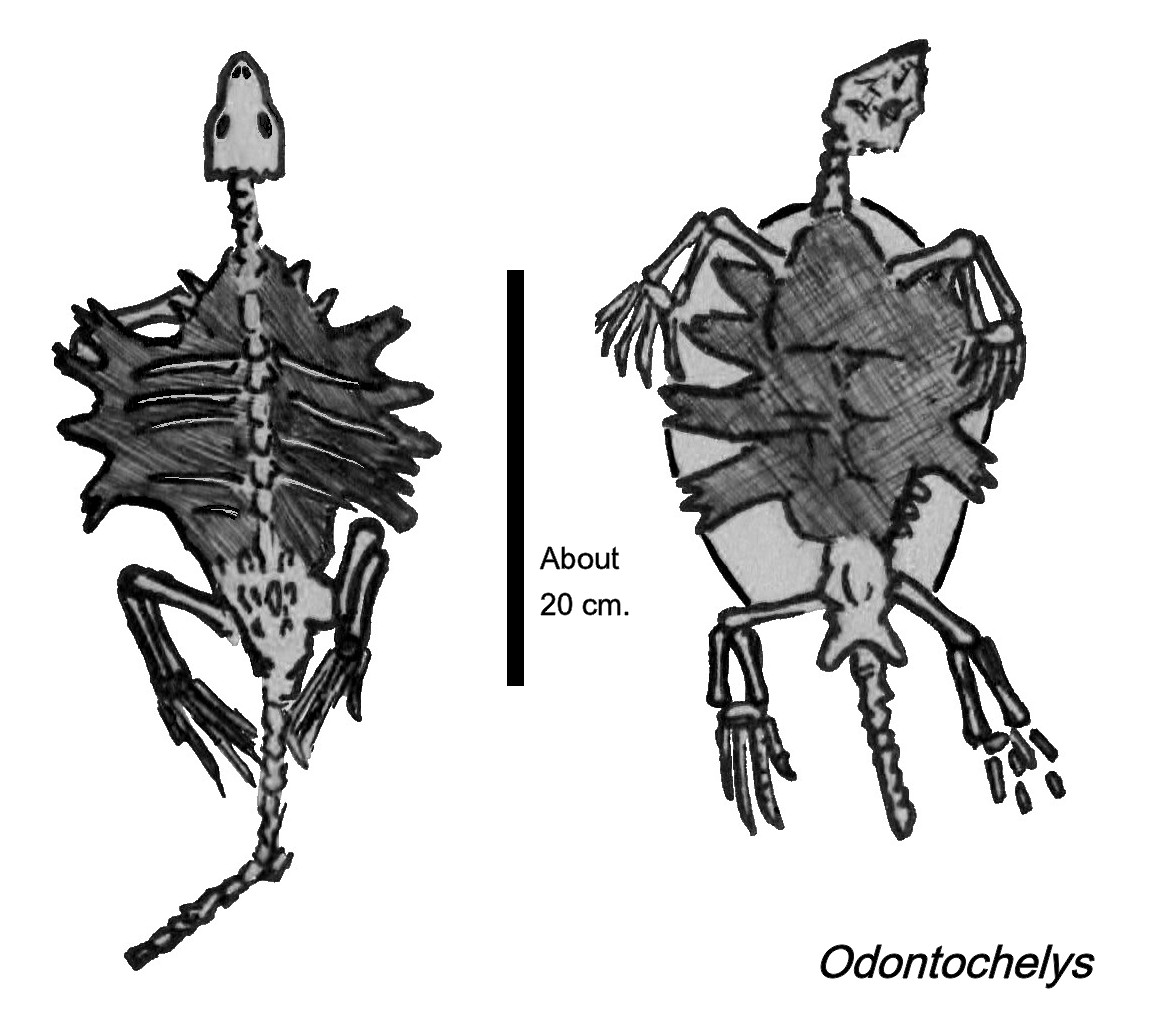
Скелет Odontochelys, прорисовка
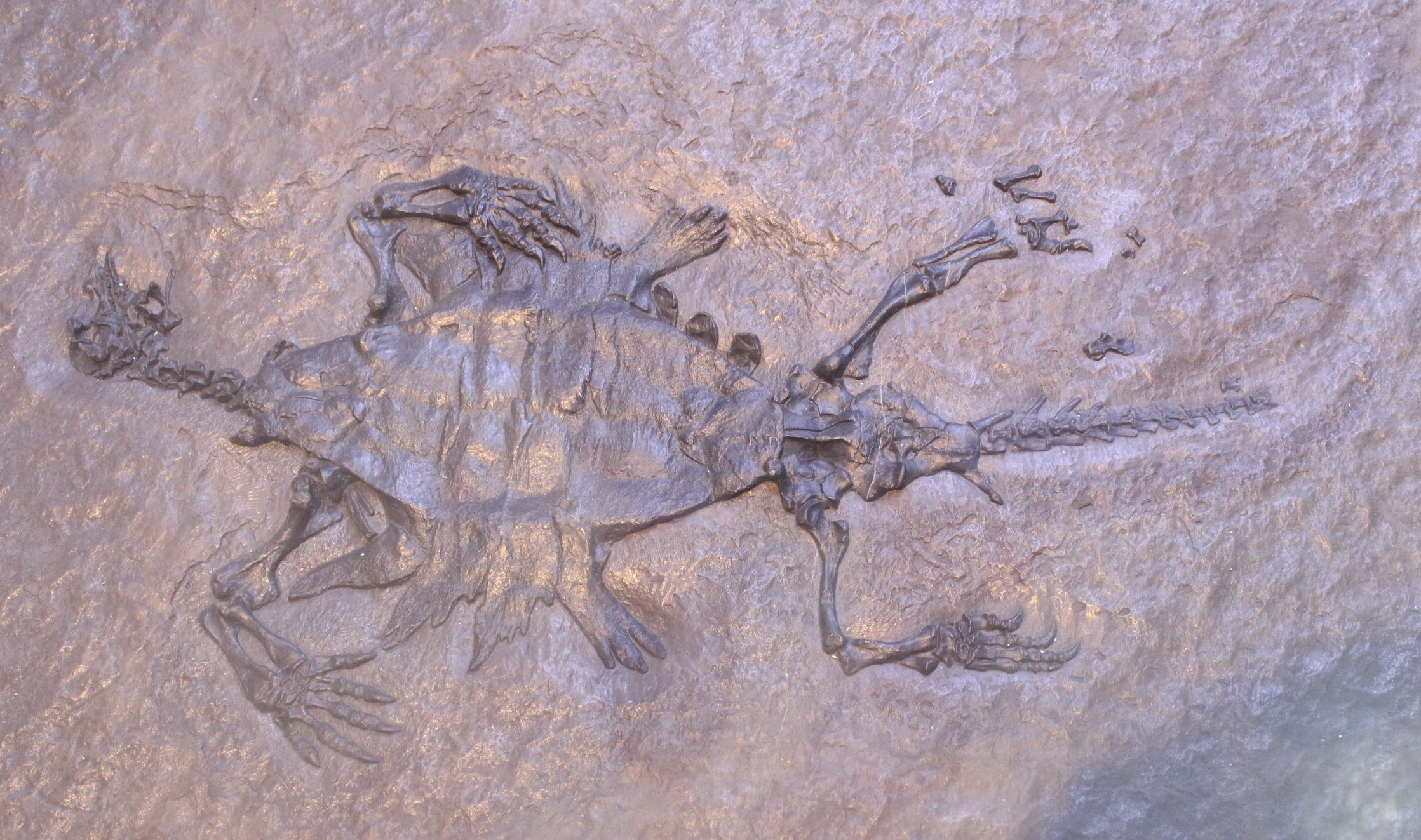
Скелет Odontochelys, фотография